# Toxophora virgata
Toxophora virgata är en tvåvingeart som beskrevs av Osten Sacken 1877. Toxophora virgata ingår i släktet Toxophora och familjen svävflugor. Inga underarter finns listade i Catalogue of Life.